# Empacaceiro

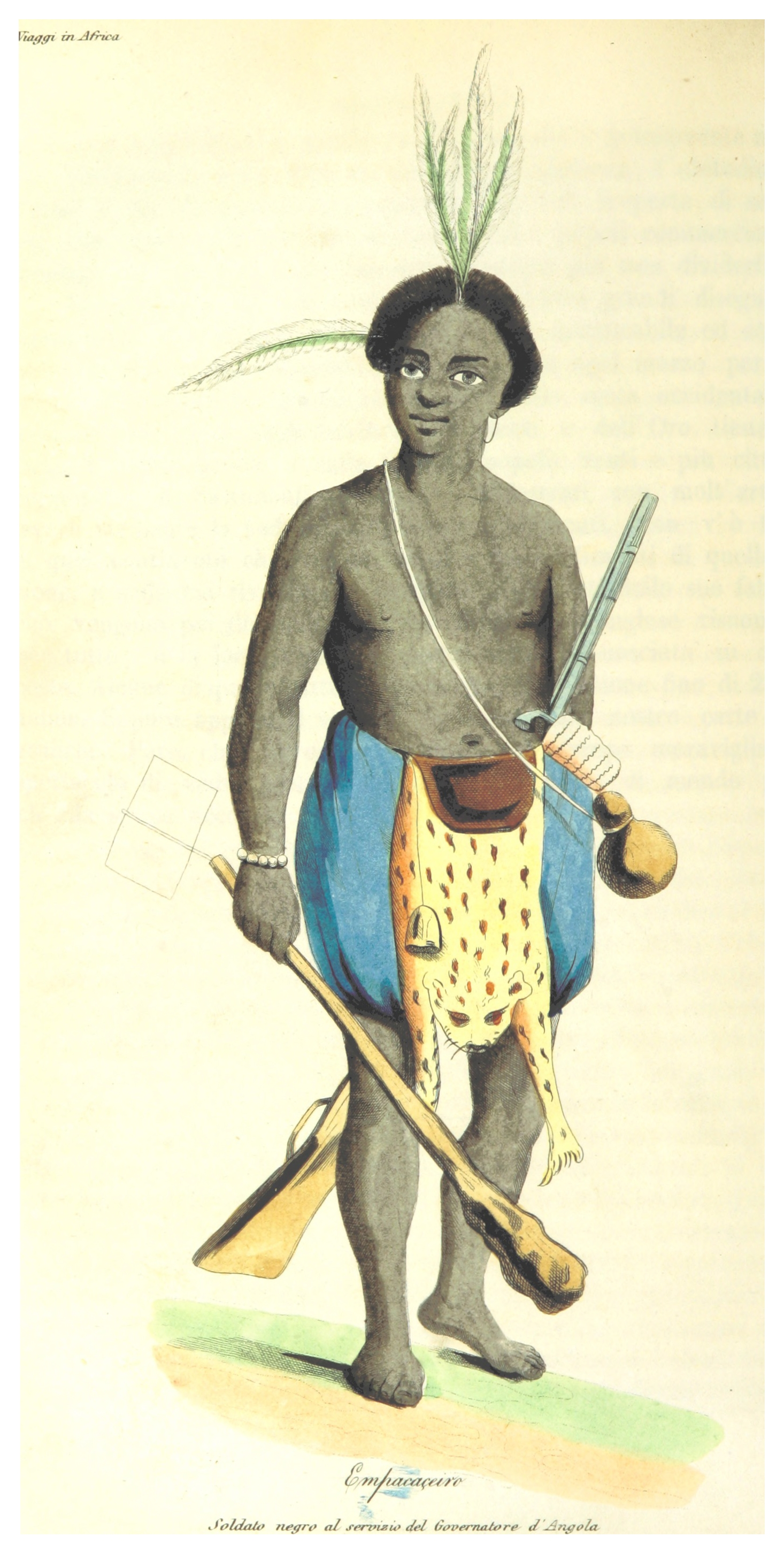
Gravura oitocentista de um empacaceiro.

Os empacaceiros eram caçadores de búfalos ("pacaças") de Angola e que na guerra serviam como soldados. Milhares de empacaceiros combateram pelos portugueses, comandados por sobas vassalos ou aliados da Coroa Portuguesa, desde o séc. XVI ao XIX. Inicialmente usavam arco e flecha mas mais tarde passaram a empregar armas de fogo.